# سامسونج جالكسي إيس 3
سامسونج جالكسي إيس 3 (بالإنجليزية: Samsung Galaxy Ace 3)‏ هو هاتف ذكي من إلكترونيات سامسونج ضمن سلسلة سامسونج جالاكسي يعمل بنظام أندرويد تم الكشف عنه في يونيو 2013، تم طرحه في الأسواق في 10 يونيو 2013.

## الخصائص
- نظام التشغيل: أندرويد
- الكاميرا الأمامية: VGA
- الكاميرا الخلفية: 5 ميجابكسل
- الشاشة: تي اف تي
- الوزن: 119.8 غ (4.23 أونصة)
- المعالج: 1.2 جيجا هرتز ثنائي النواة
- الذاكرة: 1 جيجابايت
- التخزين: 4 جيجابايت